# Epididimitis
L'epididimitis, en medicina, fa referència a la inflamació de l'epidídim, una estructura situada a la part posterior del testicle, en la qual els espermatozoides s'emmagatzemen i maduren.
Generalment, l'epididimitis es caracteritza per ser aguda o crònica. Si és aguda, l'aparició del dolor testicular sol anar acompanyat d'inflamació, envermelliment i tumefacció a l'escrot. Pel que fa a la crònica, el dolor pot ser l'únic símptoma. El dolor testicular en un o dos testicles pot variar de lleu a greu. El dolor és sovint cíclic i pot durar des de menys d'una hora a diversos dies.
L'epididimitis és la causa més freqüent de dolor escrotal agut en els adults. A diferència dels homes que tenen la torsió testicular, el reflex cremastèric (elevació del testicle en acariciar la cara interna de la cuixa superior) no s'altera. Si el diagnòstic no és del tot clar en la història del pacient i l'examen físic, una ecografia Doppler pot confirmar un augment del flux de sang cap a l'epidídim afectat (a diferència de la torsió testicular es caracteritza per isquèmia). Si la inflamació s'estén al testicle, el trastorn pot ser reclassificat com orquiepididimitis o epididimoorquitis.
La inflamació de l'epidídim pot afectar també el canal inguinal i, a conseqüència apareixen símptomes similars als d'una hèrnia inguinal. Tot i així, les hèrnies inguinals generalment no són doloroses, i la inflamació, que sovint produeixen, desapareix en estar estirat; això no passa amb l'epididimitis.
El tractament pot incloure medicaments per al dolor, AINE i elevació (suspensoris). Els antibiòtics recomanats en aquells que són joves i sexualment actius són ceftriaxona i doxiciclina. En els altres casos es poden utilitzar les fluoroquinolones. Les complicacions inclouen infertilitat i dolor crònic. Es veuen afectats més de 600.000 persones per any als Estats Units en edats compreses entre els 15 a 35 anys.

## Classificació

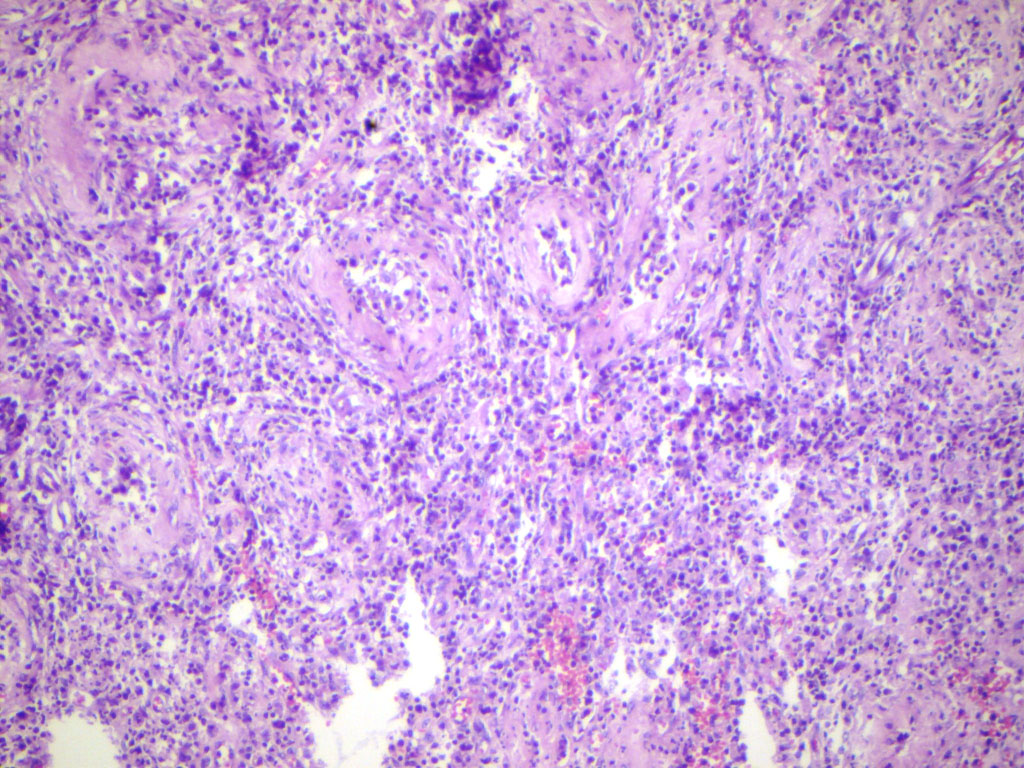
Histopatologia de l'epidídim i testicles inflamats

L'epididimitis es pot classificar-se com aguda, subaguda i crònica, depenent de la durada dels símptomes.

### Epididimitis crònica
L'epididimitis crònica és l'epididimitis que es produeix durant més de 3 mesos. L'epididimitis crònica es caracteritza per la inflamació, fins i tot quan no hi ha infecció present. Es necessiten proves per distingir una epididimitis crònica d'una gamma d'altres trastorns que poden causar dolor escrotal constant incloent càncer testicular (encara que aquest és habitualment indolor), varicocele (engrandiment de les venes de l'escrot), i un possible quist dins de l'epidídim.

## Epidemiologia
L'epididimitis constitueix, aproximadament d'entre 1 i 144 consultes ambulatòries,un 0,69%, en homes de 18 a 50 anys o 600.000 casos en homes d'entre 18 i 35 als Estats Units d'Amèrica. L'edat més freqüent és d'entre els 19 i 35 anys.

## Signes i símptomes
Inicialment, l'epididimitis es presenta principalment amb un quadre clínic de febre (amb escalfreds o sense), sensació de pes testicular, i dolor. Ocasionalment poden aparèixer altres símptomes com dolor durant la micció, supuració pel meat uretral, molèsties a la defecació, en la pelvis o la zona abdominal, dolor durant l'ejaculació, hematospèrmia (presència de sang al semen), regió inguinal inflamada i amb presència de dolor.
La presència d'aquesta simptomatologia no sempre està associada a l'epididimitis. Sempre, cal consultar a un professional sanitari.

## Diagnòstic
L'epididimitis pot ser inicialment difícil de distingir de la torsió testicular L'epididimitis generalment té un inici gradual. La simptomatologia típica de la inflamació: l'envermelliment, calor de l'escrot, amb sensibilitat darrere del testicle. El reflex cremastérico, si era normal abans, es manté normal. Aquest és un signe útil per distingir-la de la torsió testicular.
Primerament,s'haurà de fer una exploració física per observar simptomatologia associada a la patologia. A més a més, també es pot dur a terme ecografia Doppler. Aquesta és una prova comuna molt utilitzada a part de l'exploració física. L'ecografia permet observar les àrees de flux sanguini i pot distingir clarament entre l'epididimitis i la torsió testicular. No obstant això, en la mesura de torsió i altres fonts de dolor testicular es poden determinar per palpació.
Les proves complementàries poden ser necessàries per a identificar les causes subjacents. En els nens més petits, es troba amb freqüència una anomalia del tracte urinari. En els homes sexualment actius, també es poden fer proves per a malalties de transmissió sexual. Aquests poden incloure la microscòpia i urocultiu d'una primera mostra d'orina, la tinció de Gram i cultiu del líquid o un hisop de la uretra, les proves d'amplificació d'àcids nucleics o proves per a la sífilis i VIH es poden fer per protocol.

## Tractament

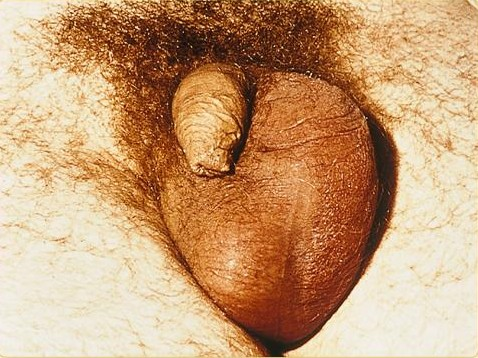
Epididimitis

Generalment, el tractament farmacològic es basa en la utilització d'antibiòtic  per tractar la infecció El tractament d'elecció és sovint l'azitromicina i la cefixima per cobrir tant com la clamídia. Les fluoroquinolones ja no es recomanen. La doxiciclina es pot utilitzar com una alternativa a l'azitromicina. En epididimitis crònica el tractament amb antibiòtic pot durar de quatre a sis setmanes per assegurar la completa erradicació de qualsevol possible recidiva.
Per als casos causats per microorganismes entèrics, com E. coli, es recomanen ofloxacina o levofloxacina.
En els nens, les fluoroquinolones i doxiciclina no són recomanades, ja que els bacteris que causen les infeccions del tracte urinari són sovint les que causen l'epididimitis en els nens. Es recomanen antibiòtics com el cotrimoxazole o la penicil·lina.
Si la causa és una malaltia de transmissió sexual i les diferents parelles sexuals també s'hauran de tractar.
Per controlar el dolor es poden receptar analgèsics.
Pel que fa a remeis no farmacològics, s'aconsellà crioteràpia a la zona i estirar-se amb l'escrot elevat.
L'hospitalització està indicada per als casos greus. L'extirpació quirúrgica de l'epidídim no és gaire freqüent, poques vegades és necessari. Aquesta pot causar esterilitat i no és totalment eficaç.

## Complicacions
Si la patologia no es detecta a temps o el tractament no funciona correctament l'epididimitis aguda podria evolucionar a una forma crònica, abscés  escrotal, esterilitat, infart testicular.

## Pronòstic
El pronòstic és bo. Generalment, la teràpia antibiòtica és suficient i eficaç. No hi ha seqüeles a escala reproductiva i sexual.